# Vlieland
Vlieland (Flylân em frísio) é uma das ilhas Frísias pertencentes aos Países Baixos, situada entre Texel e Terschelling. O Mar do Norte fica a noroeste e o Mar Frísio a sudeste. 
Tem um total de 12km de praia e 26km de caminhos para bicicletas. Dispõe de uma linha de autocarro, nº 110.
A ilha constitui um único município de 320,50km², dos quais só 40,26km² são de terra e os 280,24km² restantes correspondem a água. No início de 2004 tinha 1.157 habitantes (com densidade de 35 hab/km², muito inferior à média dos Países Baixos). 
Tem uma só povoação (Oost-Vlieland), mas até ao século XVIII tinha outra, West-Vlieland, que foi definitivamente abandonada em 1736 depois de múltiplas inundações e tentativas de reconstrução.
Actualmente pertence à província da Frísia.